# Adam och Eva (Tizian)
Adam och Eva eller Syndafallet är en oljemålning av den italienske renässanskonstnären Tizian. Den målades omkring 1615–1618 och ingår i Pradomuseets samlingar i Madrid. 
Syndafallet är den händelse som omtalas i Första Moseboken i Gamla testamentet då Adam och Eva av ormen förleddes att äta av den förbjudna frukten på kunskapens träd i Edens trädgård. Eftersom Gud förbjudit detta förvisades Adam och Eva från Eden. Ormen avbildas med ett barnansikte och Adam och Evas könsorgan täcks av fikonlöv. Bibeln ger ingen antydan om hur frukten från kunskapens träd såg ut, men Tizian följer den kristna traditionen genom att avbilda äpplen.   
Målningen beställdes troligen av Gonzalo Pérez. Vid sonen Antonio Pérez landsflykt konfiskerades tavlan 1585 av Filip II av Spanien. Den tillhörde därefter de kungliga spanska samlingen och hängde när Peter Paul Rubens kopierade den 1628–1629 på Real Alcázar de Madrid. 
Rubens kopierade flera Tizianmålningar, däribland Backanal på Andros och Offer till Venus som båda är utställda på Nationalmuseum. Rubens målning skiljer sig i att en papegoja sitter i trädet och på Adams kroppshållning.  